# Skeletor
Skeletor è un personaggio immaginario creato dalla Mattel nel 1981 per la linea di giocattoli dei Masters of the Universe lanciata l'anno successivo, dove è l'arcinemico di He-Man e il principale antagonista della serie. Mira a conquistare il castello di Grayskull così da poterne carpire gli antichi segreti, che lo renderebbero inarrestabile e in grado di conquistare il pianeta Eternia. Il personaggio è apparso in diverse serie di fumetti e minicomic (mini-fumetti allegati alle action figure), nonché in tutte le serie animate realizzate sui MOTU, in particolare in He-Man e i dominatori dell'universo (1983-1985), serie realizzata dalla Filmation che ha reso famosi i personaggi, e in molte iniziative collaterali (merchandising e gadget vari).

## Storia del personaggio

### Le origini di Skeletor
La storia personale e le origini di Skeletor variano considerevolmente a seconda dei media in cui compare. Qui di seguito sono elencate solo le serie in cui ne viene narrata la storia o le origini.

#### Primi minicomic (1982-1983)
Nei primi quattro minicomic, distribuiti con le action figure prodotte nel 1981 e distribuite a partire dal1982, Skeletor è detto essere un demone di un'altra dimensione: nel primo minicomic, He-Man and the Power Sword dichiara di provenire da un altro mondo di esseri della sua specie e di voler aprire un portale dimensionale per permettere al suo popolo di conquistare Eternia. Le storie presentate in questi minicomic si attengono però al progetto originario dei Masters of the Universe, che non venne sviluppato ulteriormente, e non seguono la storyline canonica della saga.

#### Versione Filmation (1983-1987)

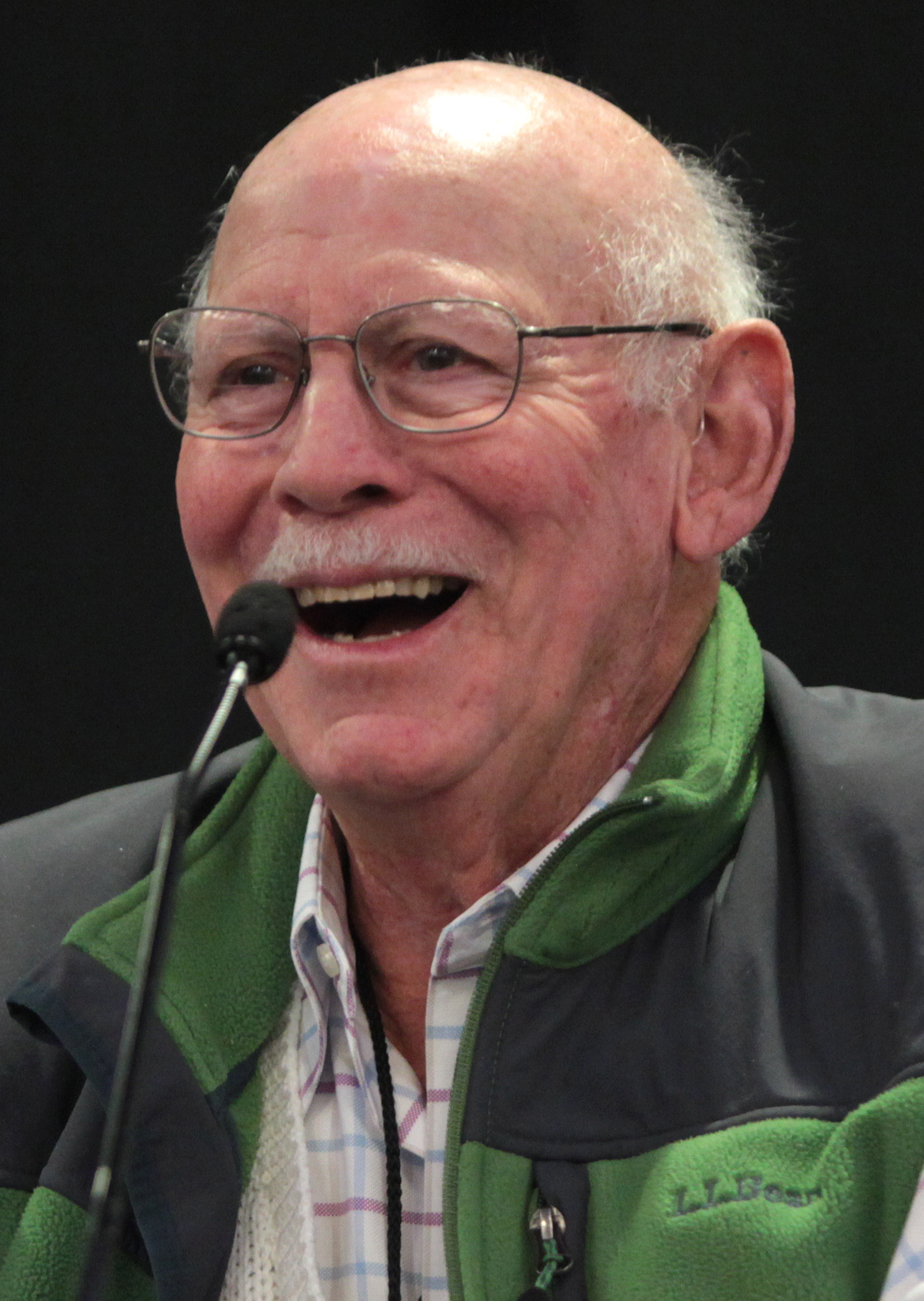
Alan Oppenheimer, storico doppiatore originale di Skeletor in tutte le serie della Filmation

Nelle due stagioni della serie He-Man e i dominatori dell'universo, realizzata dalla Filmation, non viene data alcuna informazione sulle origini della figura di Skeletor fino al lungometraggio a cartoni animati Il segreto della spada (1985), che funge anche da lungo episodio pilota di She-Ra, la principessa del potere (1985-1987). In questo lungometraggio Sorceress rivela a He-Man e a sua sorella She-Ra che Skeletor era un discepolo di Hordak, nativo anch'esso del mondo degli Horde. Hordak era fuggito subito dopo aver rapito la principessa Adora in fasce, abbandonando Skeletor ai suoi nemici. Per salvarsi Skeletor tradì il suo maestro, e da questo tradimento ebbe origine l'eterna rivalità tra i due. Da allora Skeletor è sempre rimasto su Eternia, eleggendo la Montagna del Serpente, l'ex-quartier generale degli Horde, come suo covo.

#### Minicomic (1987)
In un successivo minicomic della Mattel del 1987 si vede Skeletor molto preoccupato nello scoprire che He-Man è alla ricerca di Keldor, il perduto fratello di re Randor, tanto da ammettere che se il "segreto di Keldor" venisse scoperto lo distruggerebbe. Questo aveva portato all'ipotesi che Skeletor non fosse altri che Keldor, dato per scomparso in un'altra dimensione. Data la chiusura affrettata della serie dei Masters subito dopo, questa teoria non è mai stata provata o confutata. Tale versione della storia è stata comunque ripresa in successive serie e, pertanto, resa poi canonica.

#### Serie remake (2002)
Nella serie del 2002-2003 He-Man and the Masters of the Universe, prodotta dalla Mike Young Productions, Skeletor appare nel primo episodio con sembianze umane (ma sempre con la sua caratteristica carnagione azzurra), e col nome di Keldor. Questa è la prima serie animata in cui viene raccontata tutta la storia passata di Skeletor e viene citato con un nome precedente. Non viene però accennata nessuna parentela con Randor e non viene dato spazio a quest'ipotesi: il rapporto tra loro sembra essere di puro antagonismo. Durante la battaglia per conquistare il Palazzo dei Saggi i due si battono, e Keldor rimane sfigurato e ferito a morte da dell'acido che gli schizza in faccia. Per salvarsi la vita stringe un patto con Hordak, in questo caso uno stregone prigioniero in un'altra dimensione, che lo trasforma nel demoniaco Skeletor. Secondo gli extra contenuti nei DVD ufficiali della serie, viene dichiarato che in una successiva stagione, poi cancellata, sarebbe stato rivelato che Keldor era effettivamente fratellastro di Randor e, quindi, zio di He-Man.

#### Masters of the Universe Classics(2008-2020)
Le biografie stampate sui giocattoli Masters of the Universe Classics tentano di conciliare le precedenti versioni della storia: pur essendo un membro dei Gar, una rara razza dalla pelle blu, il principe Keldor è anche il fratello di Randor nella casa di Re Miro. Dopo essere stato bandito dal palazzo reale, viaggia per Eternia come un emarginato fino a quando scopre l'antico spirito di Hordak. Come suo apprendista, impara le arti oscure e decide di radunare un esercito per riunire tutta Eternia sotto il suo governo. I suoi guerrieri del male vengono però sconfitti dalle forze del capitano Randor, lasciandolo vicino alla morte. Il suo padrone si impegna a salvargli la vita in cambio della sua libertà. Tuttavia, resosi conto che il suo allievo non ha alcuna intenzione di liberarlo dalla dimensione Despondos, per farlo rivivere lo fonde con Demo-Man, un demone maligno di Despondos, facendolo diventare così temporaneamente pazzo. Ora conosciuto come Skeletor, lavora alla follia per aprire un portale per Despondos, nella errata convinzione che il suo popolo abiti laggiù. Hordak intende utilizzare questo stratagemma come mezzo per fuggire una volta che il portale sarà aperto. Tuttavia, Skeletor viene rapidamente sconfitto da Oo-Larr, prima che qualsiasi portale possa essere aperto, così Hordak rimane intrappolato. Subito dopo, con l'aiuto di Evil-Lyn, recupera la sua sanità mentale e ottiene anche il controllo del potente Demo-Man che è dentro di lui, aumentando di dieci volte le sue capacità. Ora è il vero signore del male e uno degli uomini più pericolosi su Eternia.

#### Fumetti della DC Comics (2012-2020)
Nella serie a fumetti pubblicati dalla DC Comics a partire dal 2012, l'origine di Skeletor riprende in gran parte quest'ultima: egli è effettivamente Keldor, il fratello (fratellastro poiché venivano da madri diverse) di Re Randor e quindi zio di Adam/He-Man. Benché fosse il maggiore e migliore di suo fratello in ogni cosa, suo padre Miro gli aveva negato il trono perché era mezzo Gar (in tale versione i Gar sono una razza nativa di Eternia ma da tutti disprezzati perché anni prima avevano tradito e ucciso il grande Re Grayskull). Notando il suo odio, Hordak, il signore degli Horde, scoprì il modo per comunicare con lui attraverso la dimensione in cui era imprigionato. Keldor divenne il suo apprendista e anni dopo avrebbe tentato di assassinare il fratello e il nipote ma rimase sfigurato in un incidente che rovinò il suo viso. Skeletor era così nato.

#### Serie reboot (2021-2022)
Nella serie a cartoni animati in CGI He-Man and the Masters of the Universe, reboot della storia originale, la storia di Skeletor e di tutti i personaggi principali è stata ancora una volta riscritta ma rispettando nell'insieme i canoni della storia originale: anche qui Skeletor è in realtà Keldor, il fratellastro di Randor e quindi lo zio del giovane principe Adam/He-Man. In questa versione Keldor è stato maledetto dalla magia oscura della staffa di Havoc, che lo sta lentamente uccidendo, e gli sta bruciato la carne del suo corpo lasciandolo sempre più scheletrico, da qui la necessità di rubare l'energia dell'anima. Dopo uno scontro con suo nipote Adam/He-Man all'interno del Castello di Grayskull, l'ulteriore esposizione di Keldor ad Havoc espande gli effetti della sua maledizione e lo fa impazzire ancora di più, trasformandolo in un guerriero scheletrico muscoloso ma grottesco chiamato Skeletor.

#### Serie sequel (2021-2024)
Nella serie Masters of the Universe: Revolution (2024), seconda stagione della serie Revelation (2021) e sequel della serie Filmation, viene narrata la storia di Skeletor, per la prima volta nella continuity canonica delle serie Filmation: Keldor, il fratellastro scomparso da tempo di Randor, racconta ad Adam della sua eredità come figlio illegittimo mezzo-Gar di re Miro, di come sia stato bandito nella casa del suo popolo ad Anwat Gar e di come fosse stato creduto morto dopo un'invasione da parte dell'Orda. Viene poi rivelato che Keldor è in realtà Skeletor sotto mentite spoglie. Mentre riferisce a Hordak del successo del suo inganno, Skeletor è sorpreso di apprendere che Keldor è realmente esistito. Un successivo accadimento fa sì che Skeletor ricordi che una volta era in realtà Keldor finché non fu catturato dall'Orda, divenne discepolo di Hordak, fu corrotto nella sua forma attuale dalla staffa di Havoc e di come Hordak lo abbandonò dopo aver rapito uno dei figli gemelli di re Randor e della regina Marlena (Adora/She-Ra).

## Caratteristiche del personaggio

### Skeletor classic
Il primo Skeletor comparso quanto nel mondo dell'animazione, della fumettistica e del commercio, è il cosiddetto "Skeletor classic".
Il corpo di Skeletor era azzurro, coperto da un pettorale viola che copriva le spalle, con due ossa incrociate al centro; il teschio era di un giallo acceso, coperto da un cappuccio sempre viola. 
Nella serie animata Filmation, He-Man e i dominatori dell'universo, prodotta per i bambini e quindi molto edulcorata, Skeletor è sempre l'antagonista principale di He-Man, ma colleziona fallimenti e figure barbine, e insieme a lui anche gli altri Evil Warriors, rappresentati come i tipici scagnozzi stupidi e inetti di un cattivo umoristico. Skeletor si dimostra un "villain" molto individualista e infido che non esita a tradire i patti che lui stesso eventualmente propone, Hordak ne farà le spese più volte nello spin-off She-Ra, la principessa del potere.
Al contrario, nei fumetti, in particolare ai "minicomic" presenti in ogni confezione dei giocattoli, Skeletor è un personaggio più cupo e una minaccia ben più seria per He-Man ed Eternia: anzi, i suoi poteri e la sua malvagità aumentano col passare degli anni e il crescere della notorietà della serie di giocattoli.
Anche se la sua figura assume toni puerili, lo Skeletor della serie animata è forse il più amato, quello che dimostra nel suo piccolo un po' di umanità.
In He-Man e She-Ra: Speciale Natale lo si vede addirittura aiutare dei bambini terrestri a tornare a casa, anche se vuole far credere loro che li abbia rapiti, e poi si commuove alla vista della felicità che circonda il Natale.
"Skeletor classic" è lo Skeletor più conosciuto e più comunemente associato con la figura di Skeletor.

### Nel lungometraggio del 1987

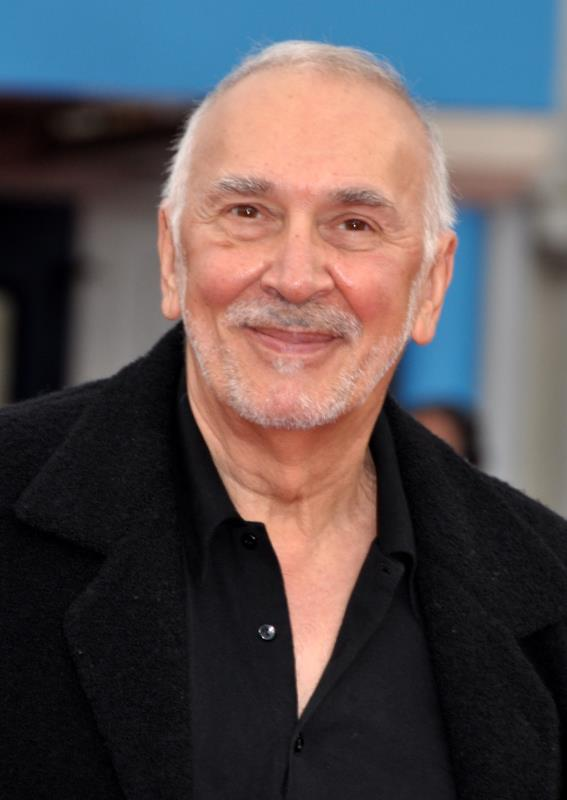
L'attore Frank Langella, interprete di Skeletor nel lungometraggio del 1987

Nel lungometraggio I dominatori dell'universo (1987) Skeletor è interpretato dall'attore Frank Langella. Il suo personaggio è ancora una volta più cupo e serio rispetto alle serie Filmation. Langella, infatti, aveva recitato in commedie shakespeariane e fu per questo che venne scelto dal regista Gary Goddard che voleva che Skeletor fosse «una spina dorsale, un'ancora al film». In questa versione Skeletor, assieme ai suoi scagnozzi, ha conquistato Grayskull e sconfitto e intrappolato la maga Sorceress e appare come un essere senza scrupoli pronto a sacrificare tutto e tutti pur di ottenere il potere assoluto. Il suo personaggio è sempre infuriato, diffidente dei suoi sottoposti e arrogante. Il suo aspetto è più asciutto e meno muscoloso rispetto all'action figure e alla sua controparte a cartoni animati, il suo volto non è semplicemente un teschio inespressivo ma sembra essere un volto sfigurato da qualche tipo di incidente occorso in passato. I suoi occhi sono ben visibili ed espressivi. Ha una tunica, un mantello e un cappuccio violacei che ne nascondono gran parte del corpo e che ricordano l'aspetto dell'Imperatore Palpatine della saga di Guerre Stellari; in questa versione, infatti, Skeletor spara anche fulmini dalle dita, proprio come il cattivo della saga di George Lucas. Alla fine del film, Skeletor conquista finalmente la Spada del Potere di He-Man e il potere del castello di Grayskull trasformandosi per breve tempo in un semidio dall'armatura dorata e dal potere illimitato, venendo però comunque sconfitto da He-Man e gettato in un lago sotterraneo nelle profondità del castello. Di questa versione ne vennero realizzate due action figure, una di lui in versione normale e una in versione dorata-semidio, nella linea Masters of the Universe Classics.

### Nella serie del 1990
Nella seconda serie a cartoni animati, in Italia intitolata soltanto He-Man, realizzata nel 1990, che vede i due arcinemici fronteggiarsi in un'ambientazione futuristica, Skeletor è totalmente diverso da quello "classic" ed è disegnato con un fisico più snello, così come le action figure della linea di giocattoli correlata. Nei primi minicomic della serie, mai arrivati in Italia, Skeletor insegue He-Man nel futuro, benché sia stato colpito da un fascio di energia della Spada del Potere. Gravemente ferito, si cura con protesi bioniche, diventando più forte e assorbendo il potere della luna di Nordor. Questo Skeletor assume molte forme durante lo svolgimento della serie: inizialmente ha la stessa pelle azzurra (viola spento nella serie TV), con un busto d'acciaio, il teschio verdognolo e un elmetto nero che può vagamente ricordare un cappuccio; stranamente, nella serie TV, le orbite del teschio hanno occhi e pupille, un particolare che non riappare in nessun'altra versione del personaggio.
Dal 6º episodio in poi ha una corazza di bronzo, il teschio ridiventa giallo, gli occhi rossi e un elmo borchiato gli cinge il cranio.
Nella terza parte del cartone ha un'armatura d'oro, il teschio diventa bianco e tutt'intorno una chierica di lunghi capelli.
Il comportamento di Skeletor diventa più competente e il suo ruolo più serio. Mostra spesso un crudele senso dell'umorismo verso He-Man, simile a quello di Joker.
Furono realizzate in tutto tre action figure di questo Skeletor prima della chiusura della serie e della linea di giocattoli nel 1991.

### Nella serie del 2002
Skeletor ricompare nella serie animata He-Man and the Masters of the Universe prodotta nel 2002, remake della classica saga Filmation.
L'aspetto è identico allo "Skeletor classic", con poche differenze minori: indossa sempre un mantello - che manca nell'action figure - dello stesso colore del cappuccio e del pettorale, la pelle è di un azzurro più spento, i canini del teschio sono visibilmente appuntiti e sporgenti e, quando è in preda alla collera, le orbite brillano di luce rossa. Questa è la prima serie in cui Skeletor compare in una scena senza cappuccio: si vede distintamente che la sua testa è un teschio vuoto sospeso tra le spalle, senza collo né altri collegamenti col corpo. Oltre al suo caratteristico Scettro Havoc porta con sé una spada a doppia lama che può dividersi in due spade diverse (evidente richiamo al concetto originario dei primi Masters of the Universe, dove la Spada del Potere era divisa in due metà di cui una in possesso di He-Man e l'altra di Skeletor), e dimostra di saperle maneggiare magistralmente.
Nel complesso la sua figura è molto più cupa e inquietante che nelle precedenti serie, anche se non mancano nel cartone certe scene in cui scade nel ridicolo. Nei fumetti della serie anche quest'ultima traccia di umorismo viene eliminata, rendendo Skeletor un personaggio realmente malvagio e dai tratti demoniaci.
Nelle scene di combattimento nel cartone, a cui è dedicato più spazio che nelle precedenti, Skeletor fa spesso sfoggio di enormi poteri distruttivi, prime tra tutti le scariche di energia che lancia dallo Scettro Havoc. È inoltre uno stregone molto potente e uno spadaccino di bravura tale da riuscire a tener testa persino a He-Man: Nonostante sia un'antagonista più astuto e pericoloso delle precedenti incarnazioni del personaggio, Skeletor viene spesso accecato dalla sua sete di potere, fino a rasentare l'ottusità: Evil-Lyn sfrutta spesso questa debolezza per i suoi scopi. Questo atteggiamento può essere dovuto alla trasformazione di Keldor o essere una conseguenza del trauma: nel fumetto "Icons of Evil", mai apparso in Italia, Trap Jaw dichiara esplicitamente: «le tue ferite non si fermano all'osso, Skeletor: sei diventato irrazionale...deviato. Non sei più adatto a comandare». Persino lui non è così folle da voler distruggere il pianeta.
In quest'incarnazione di Skeletor si notano aspetti presi dalle vecchie serie, come: il sarcasmo dello Skeletor 1990, l'abilità nelle arti magiche dello Skeletor Classic, la trasformazione dello Skeletor 1990 e l'abitudine a maltrattare i suoi sottoposti (tant'è vero che chiama sempre Beast Man "animale"), sempre tipica dello Skeletor "classico". La dichiarata megalomania di Skeletor è stata probabilmente ripresa dai vecchi schizzi della serie He-Ro, mai sviluppata. Di questo Skeletor furono realizzate cinque action figure prima che la serie venisse chiusa nel 2003 per il modesto successo.

### Nella serie sequel del 2021

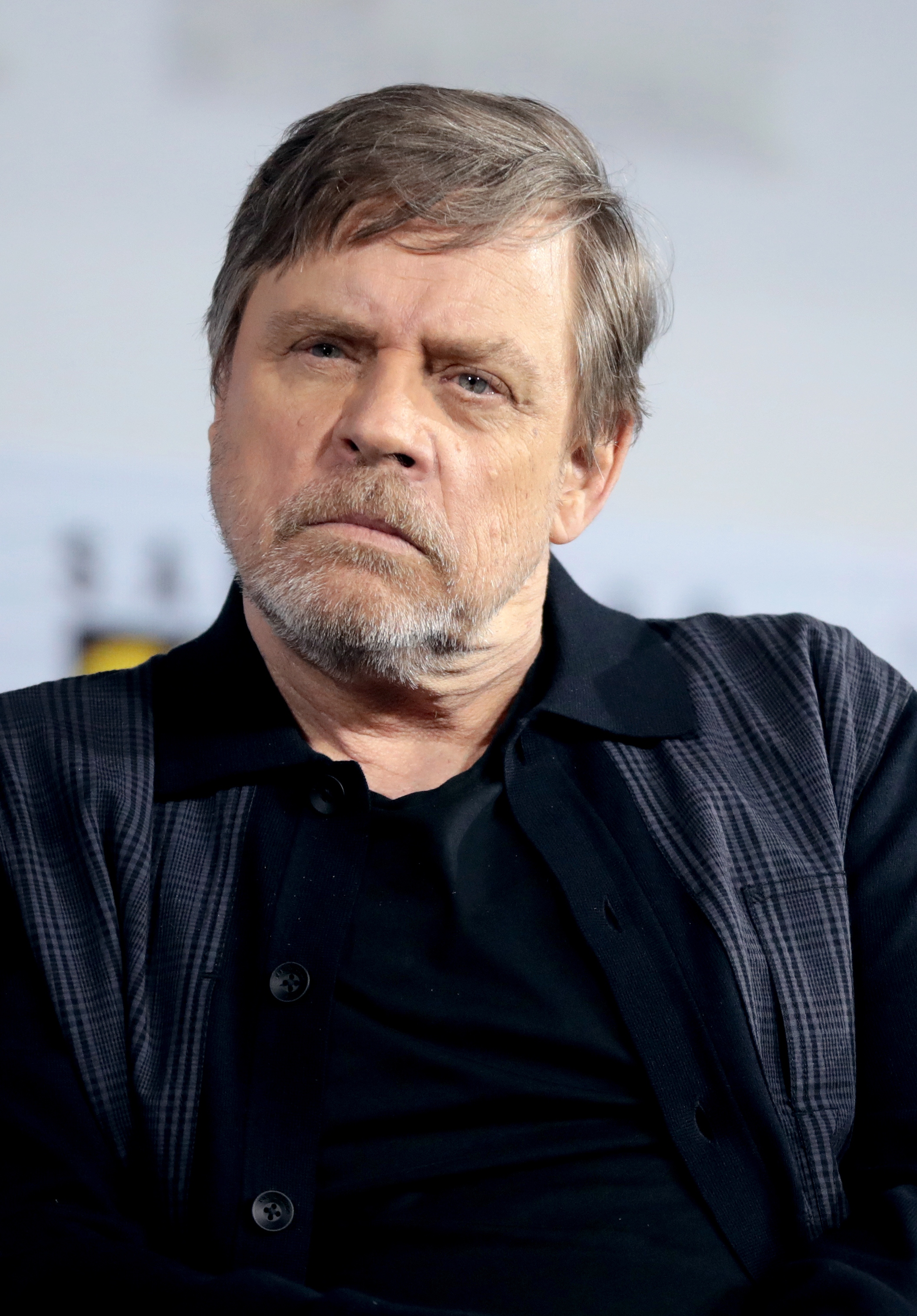
L'attore Mark Hamill presta la voce a Skeletor nella serie sequel del 2021-2024

Nella serie Masters of the Universe: Revelation (2021-2024), sequel delle serie Filmation, Skeletor è doppiato in lingua originale dall'attore Mark Hamill, attore e doppiatore che per anni ha dato la voce a tutte le incarnazioni a cartoni animati e videoludiche del Joker della DC Comics; pertanto, in questa versione, Skeletor ha acquistato parecchie caratteristiche che ricordano tale personaggio come un certo cinismo, uno humor nero e persino una risata simile. In questa ulteriore versione più cupa e, per la prima volta, anche decisamente più violenta del personaggio, Skeletor arriva addirittura ad uccidere il principe Adam, trafiggendolo con la sua potente spada alla schiena prima che questi possa trasformarsi in He-Man. Skeletor prende in seguito la Spada del Potere e conquista il potere di Grayskull diventando Skelegod. Solo in seguito Adam viene riportato in vita e riprende le sembianze di He-Man e, nel loro scontro finale, trafigge Skeletor con la sua spada, purificandolo dalla sua corruzione e trasformandolo di nuovo in Keldor.

## Poteri e abilità
Skeletor è uno stregone potente esperto di magia nera. La sua magia gli consente di manipolare le leggi della natura o della realtà a suo piacimento, cambiare di aspetto, diventare intangibile, diventare invisibile, trasmutare la materia, emettere energia, generare campi di forza, modificare le leggi spaziotemporali, spostarsi tra le dimensioni parallele o bandirvi qualsiasi creatura, comunicare telepaticamente, ipnotizzare qualunque essere vivente, teletrasportarsi, generare illusioni, spostare gli oggetti col pensiero, conferire poteri a persone, animali o cose, proiettare la sua forma astrale e perfino creare corpi celesti. Skeletor è anche un ottimo stratega, un manipolatore e un abile leader.